# Jubé
Pour les articles homonymes, voir Jubé (homonymie).
 (juin 2014).
Si vous disposez d'ouvrages ou d'articles de référence ou si vous connaissez des sites web de qualité traitant du thème abordé ici, merci de compléter l'article en donnant les références utiles à sa vérifiabilité et en les liant à la section « Notes et références ».

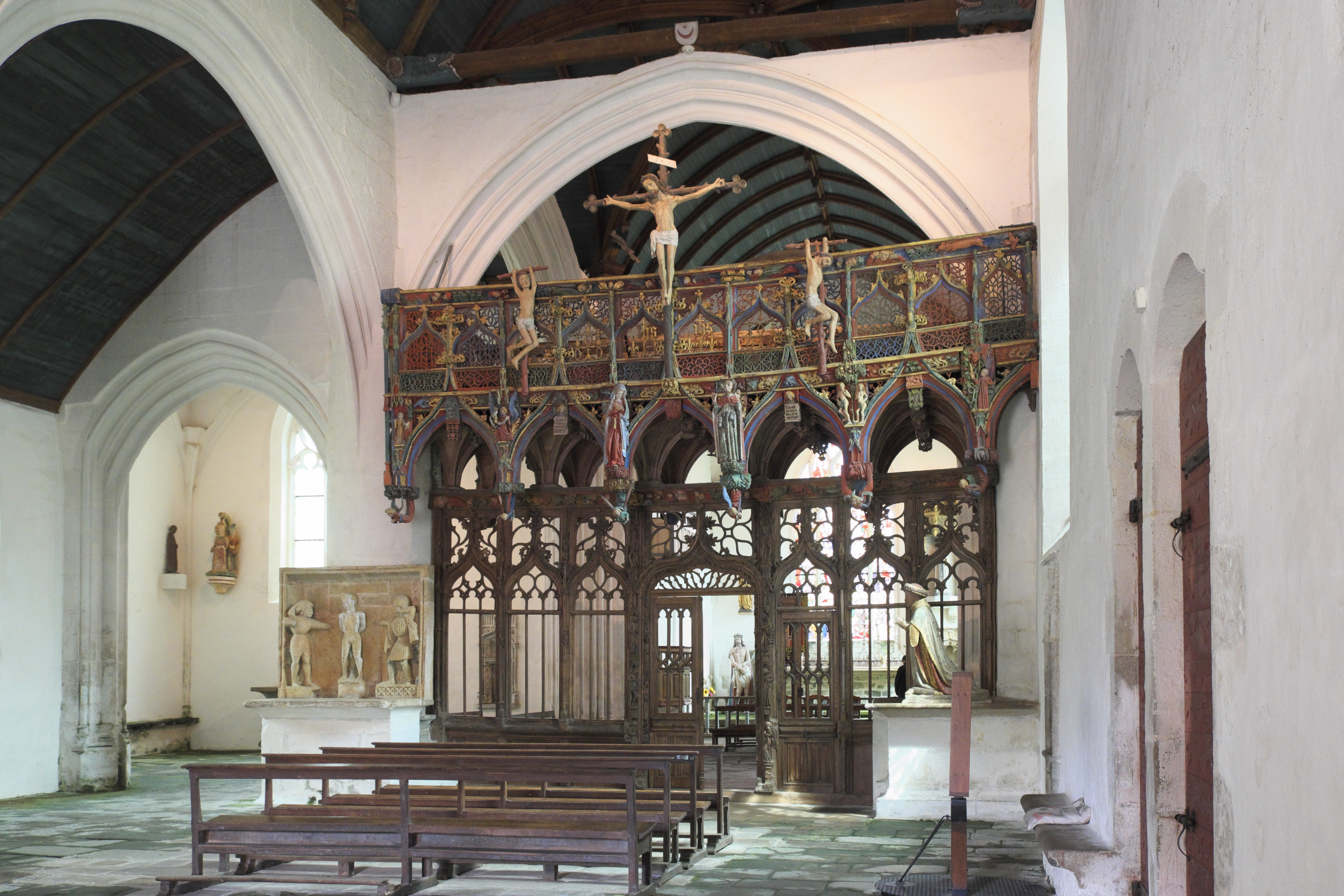
Le jubé de la chapelle Saint-Fiacre du Faouët (Bretagne), exceptionnel, tant par son ancienneté (plus ancien des jubés de bois bretons, terminé en 1480) que par sa qualité d'exécution,.

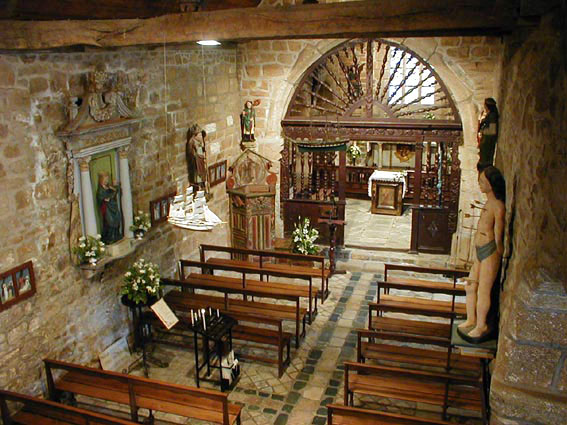
La chapelle Notre-Dame de Port-Blanc (Bretagne) a conservé son chancel du XVIIe siècle.

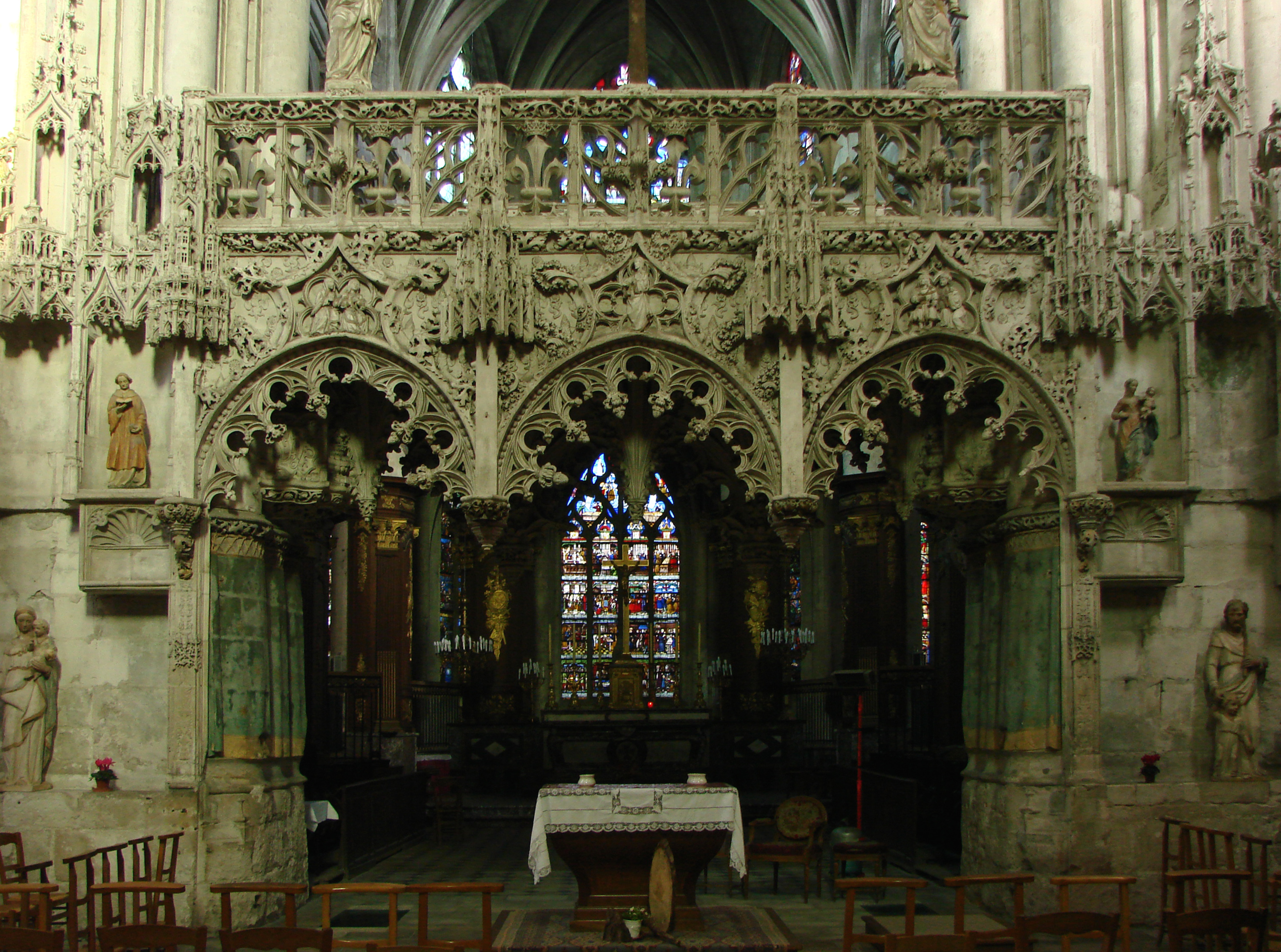
Le jubé de l'église de la Madeleine de Troyes est une œuvre emblématique du gothique flamboyant tant par son exubérance décorative que par la hardiesse de sa conception. Les arcs suspendus forment une sorte de pont au-dessus du chœur (les Italiens appellent d'ailleurs le jubé le it).

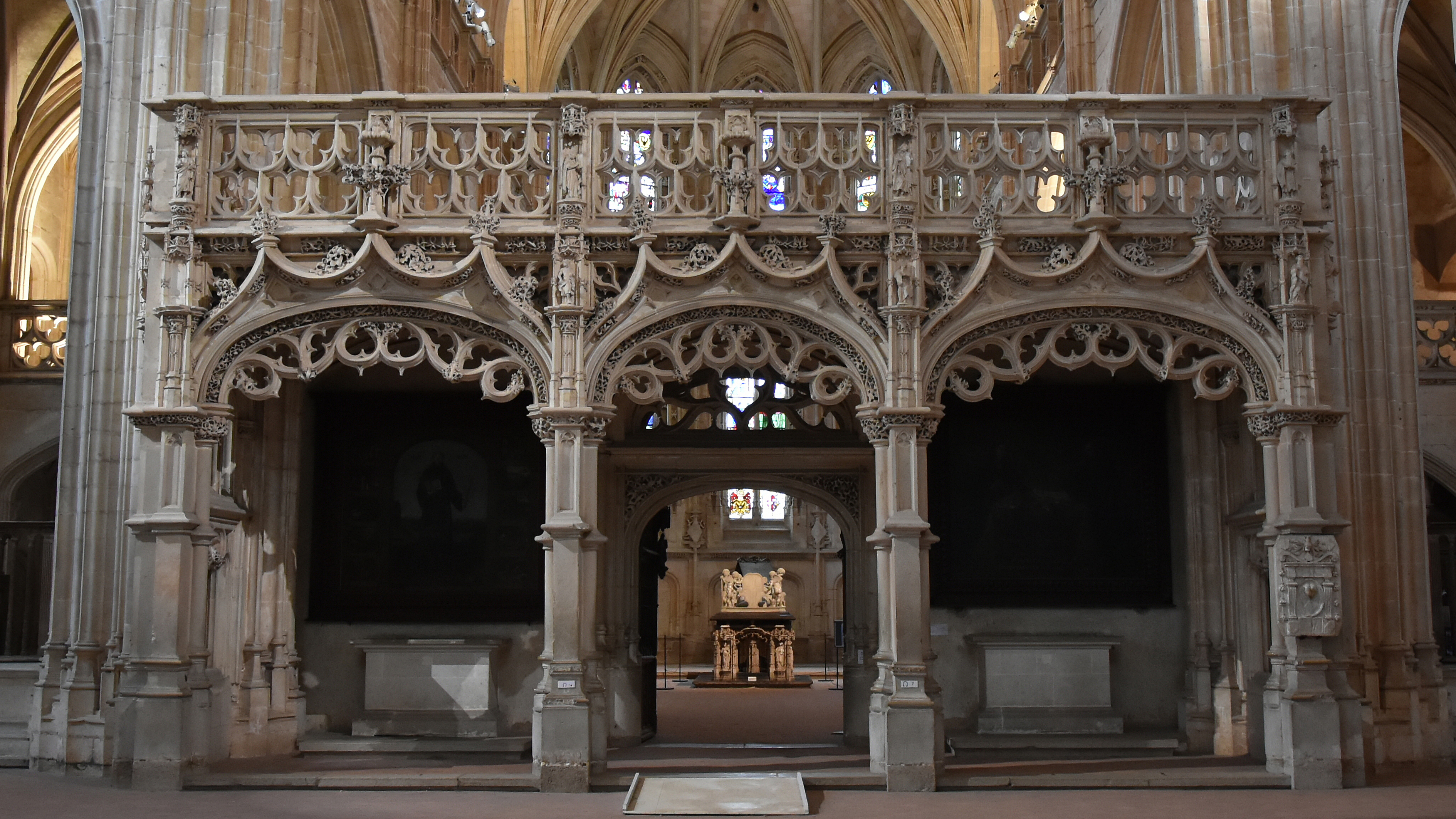
Le jubé-galerie de l'église du monastère royal de Brou : le mur postérieur est précédé d'arcades en anse de panier (typique de la Renaissance) surmontées par une triple accolade et abritant des autels latéraux.

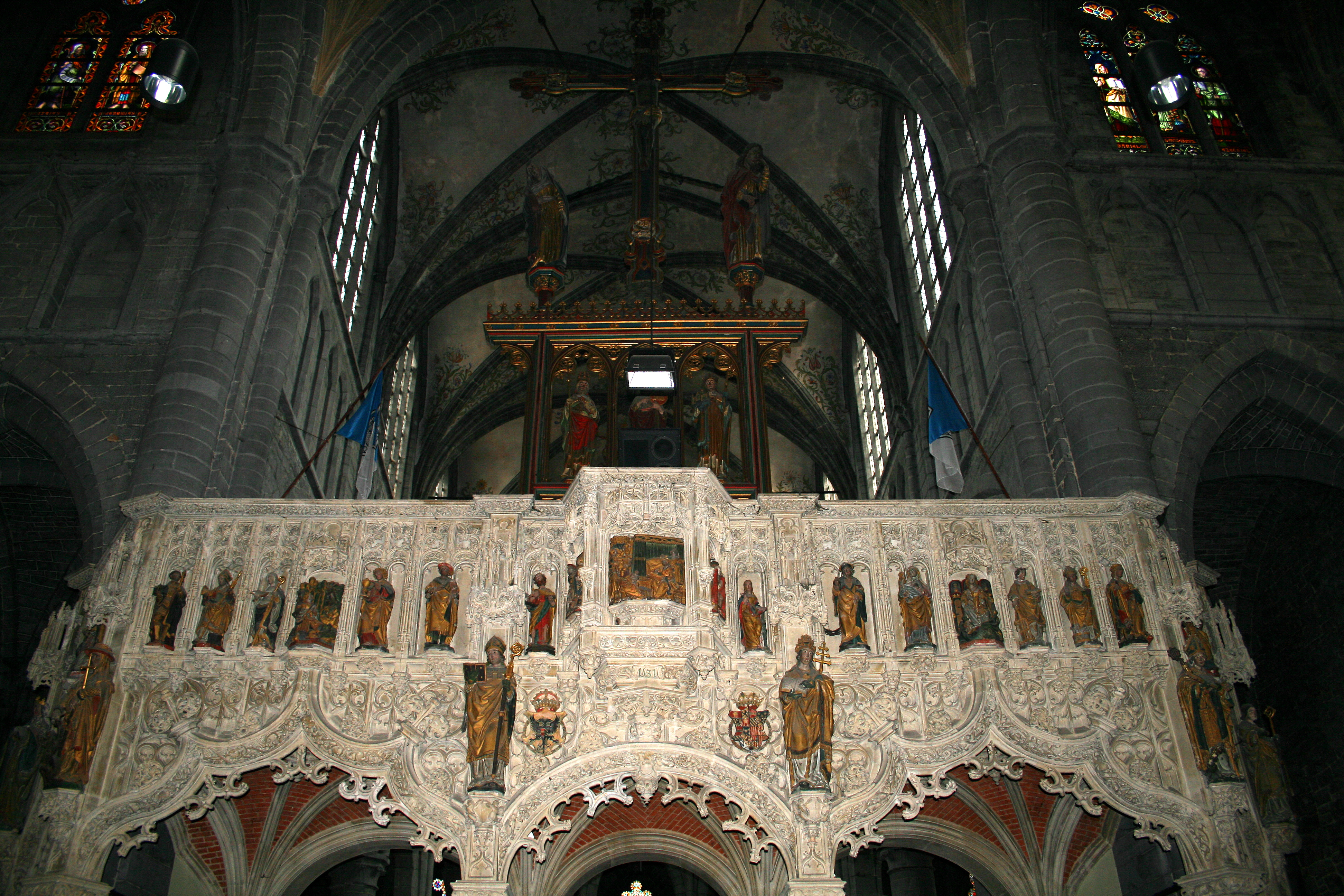
Le jubé de Charles Quint à Walcourt (Belgique).

Dans une église, le jubé est une tribune formant une clôture de pierre ou de bois séparant le chœur liturgique de la nef. Il tient son nom du premier mot de la formule latine « jube, domine, benedicere » (« daigne, Seigneur, me bénir ») qu'employait le lecteur avant les leçons de matines. En Belgique francophone (Wallonie, Bruxelles), au Luxembourg et au Québec, le mot « jubé » est également utilisé pour désigner la tribune d'orgue située dans le fond de la nef.

## Architecture et usages
Le jubé se compose de trois éléments : la tribune (le jubé proprement dit au niveau de l'arc triomphal qui était souvent souligné par une poutre de gloire), la clôture (dite « chancel ») en bois ou en pierre et le groupe sculpté de la crucifixion (Christ monumental en son centre accosté de la statue de la Vierge et de saint Jean, et parfois des deux larrons) supporté par la poutre de gloire. L'apparition du jubé n'a pas condamné l'existence indépendante des trois éléments dont il est la réunion. De nombreuses églises et chapelles ont continué à être aménagées en conservant isolément leur clôture, leur tribune et leur poutre de gloire suivant la richesse de la paroisse ou le goût des donateurs.
De la tribune, on lisait le texte d'Évangile et on prêchait ; la chaire lui succède dans cet emploi. On y installait aussi les chœurs, d'où le nom de chantereau sous lequel certains textes anciens la décrivent. Un orgue portatif pouvait y être installé avant que ne se généralise l'orgue fixe, lequel est le plus souvent placé au-dessus de la première travée de la nef.
La clôture/chancel a pour fonction d'isoler le chœur (réservé aux clercs et aux seigneurs prééminenciers) des fidèles dans la nef et qui, du fait de sa présence, voient peu ou pas du tout le maître-autel. En cela, il ne peut être comparé avec l'iconostase des Églises chrétiennes orientales, puisque le jubé est un lieu de séparation entre le chœur et les fidèles, alors que l'iconostase est un lieu de passage.
La crucifixion surmonte la tribune dont elle est l'ornement principal, tournée vers les fidèles. Le grand Christ en croix dit « espagnol », qu'on observe dans beaucoup d'églises, plaqué aux murs nord ou sud de la nef, a souvent été récupéré lors du démontage du jubé. De même, on a souvent réemployé les statues de la Vierge et de saint Jean l'évangéliste, soit en les plaçant de part et d'autre du Crucifix, soit en les utilisant dans les autels latéraux.
Les trefs conservés avec leur crucifixion, et souvent les statues de la Vierge et de saint Jean, après la destruction des jubés, prirent le nom de « poutre de gloire ».
Dans les cathédrales, collégiales et abbatiales, sauf si elles sont de petite taille ou que l'architecture ne le permet pas (ancienne cathédrale de Vence, par ex.) ainsi que dans les églises paroissiales dotées d'un chœur de grande taille, le rôle de séparation entre espace liturgique réservé aux clercs et espace réservé aux laïcs (nef et transept) a été joué par une grille plus ou moins monumentale. Dans les églises paroissiales, ou les cathédrales, collégiales, et abbatiales trop petites pour qu'une grille de grande taille soit nécessaire, le sanctuaire fut désormais séparé de la nef par un banc de communion en pierre, en bois ou en métal (sous la forme d'une grille basse). Ce banc de communion peut être plus ou moins orné, surtout à l'époque baroque. À noter qu'on a parfois réutilisé des éléments de décor de l'ancien jubé pour décorer le nouveau banc de communion.
Le nombre de travées (aveugles ou non) est presque toujours impair pour que l'axe de symétrie du monument tombe au milieu de la travée centrale, mais le jubé de la cathédrale protestante Notre-Dame de Bâle, déplacé et utilisé comme tribune d'orgue, en compte quatre. Exceptionnellement, certains jubés comportant une seule arcade, comme celui de l'église Saint-Genest de Flavigny-sur-Ozerain, placé très haut en raison de l'existence, sur les bas-côtés, de galeries destinées à accroître la capacité de l'édifice les jours de fête.

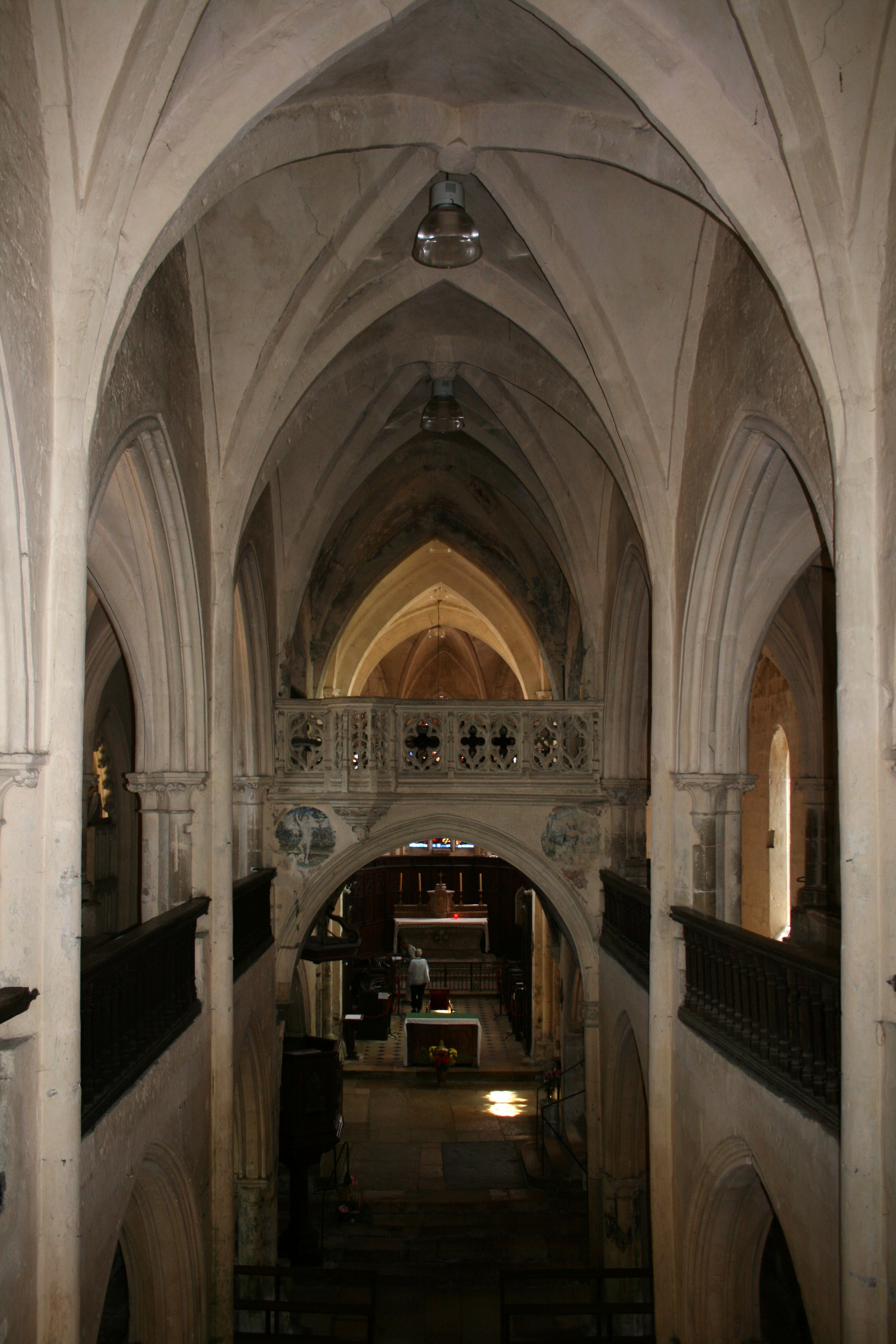
Jubé ouvert à une arcade de l'église de Flavigny-sur-Ozerain.
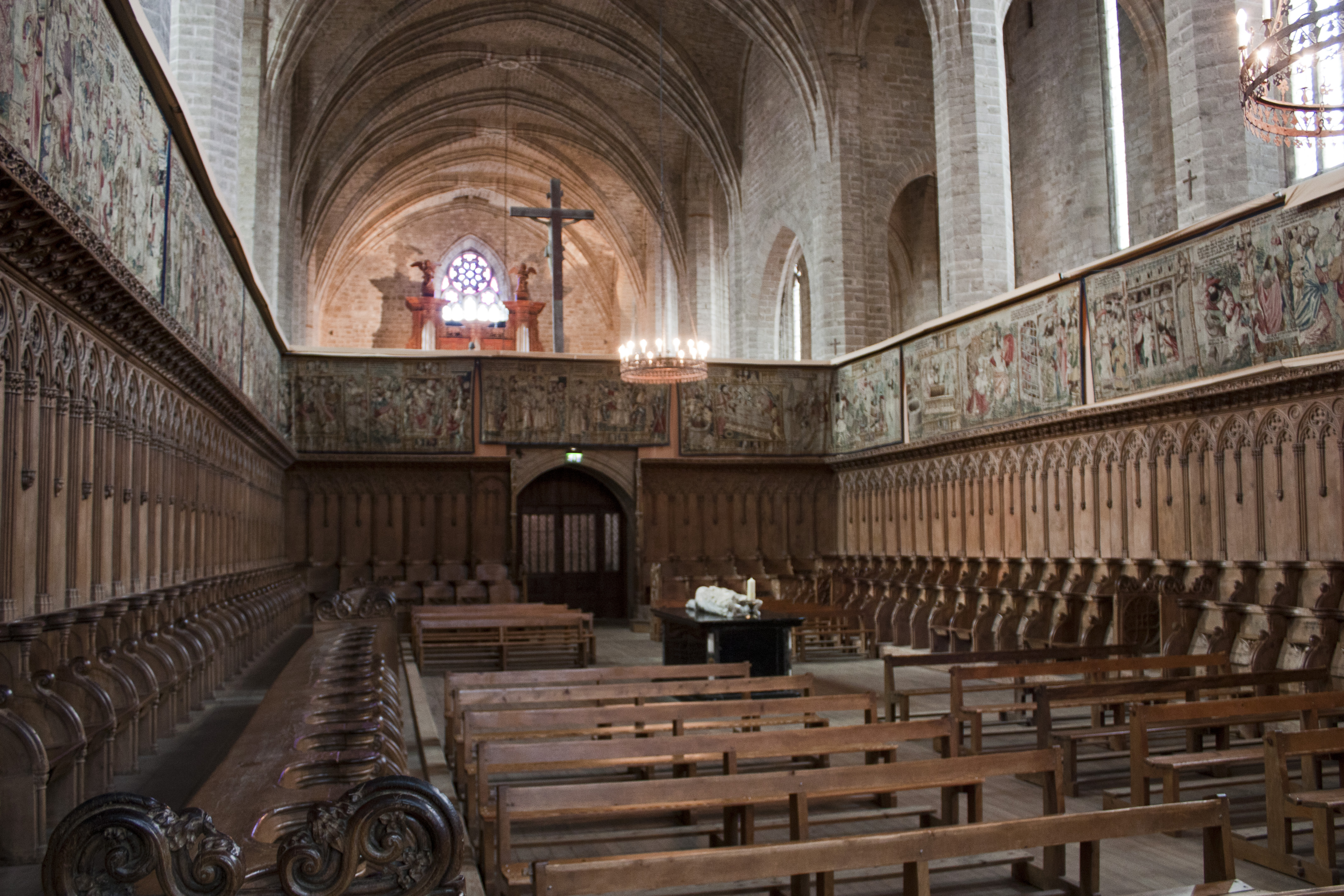
Jubé fermé qui occupe toute la largeur de l'abbatiale de la Chaise-Dieu et est doté de deux ailes en retour.
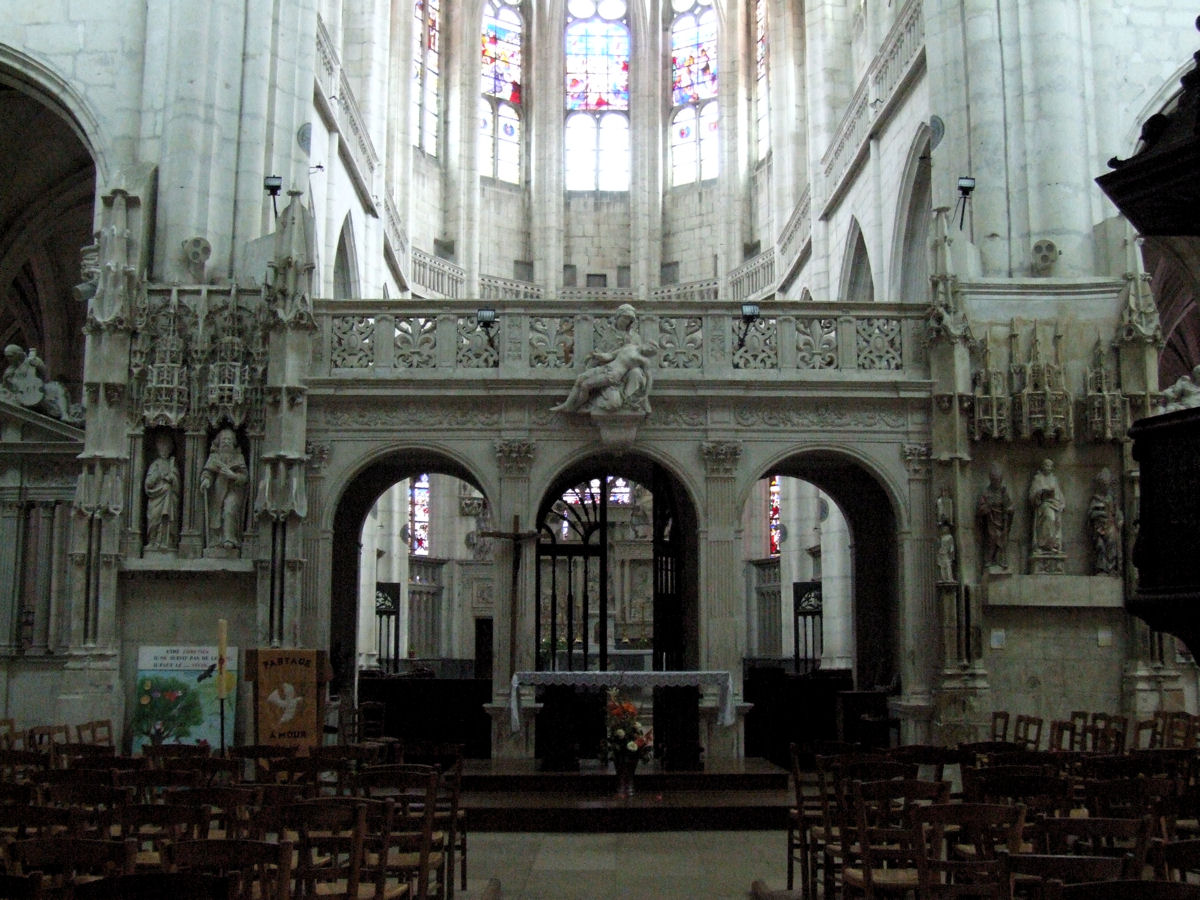
Jubé ouvert à trois arcades de l'église de Saint-Florentin.
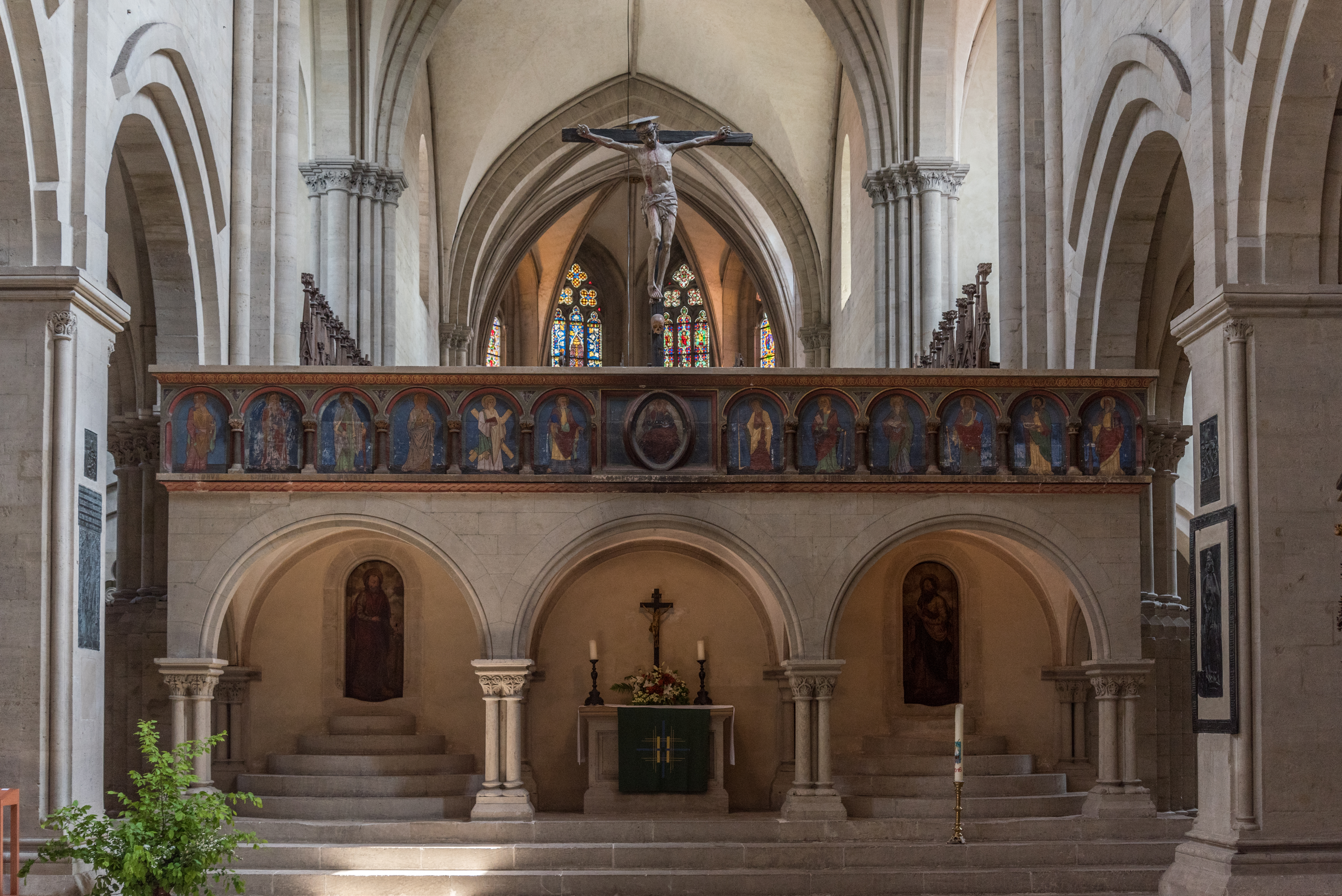
Jubé-galerie à trois arcades et autel central de la cathédrale de Naumbourg.
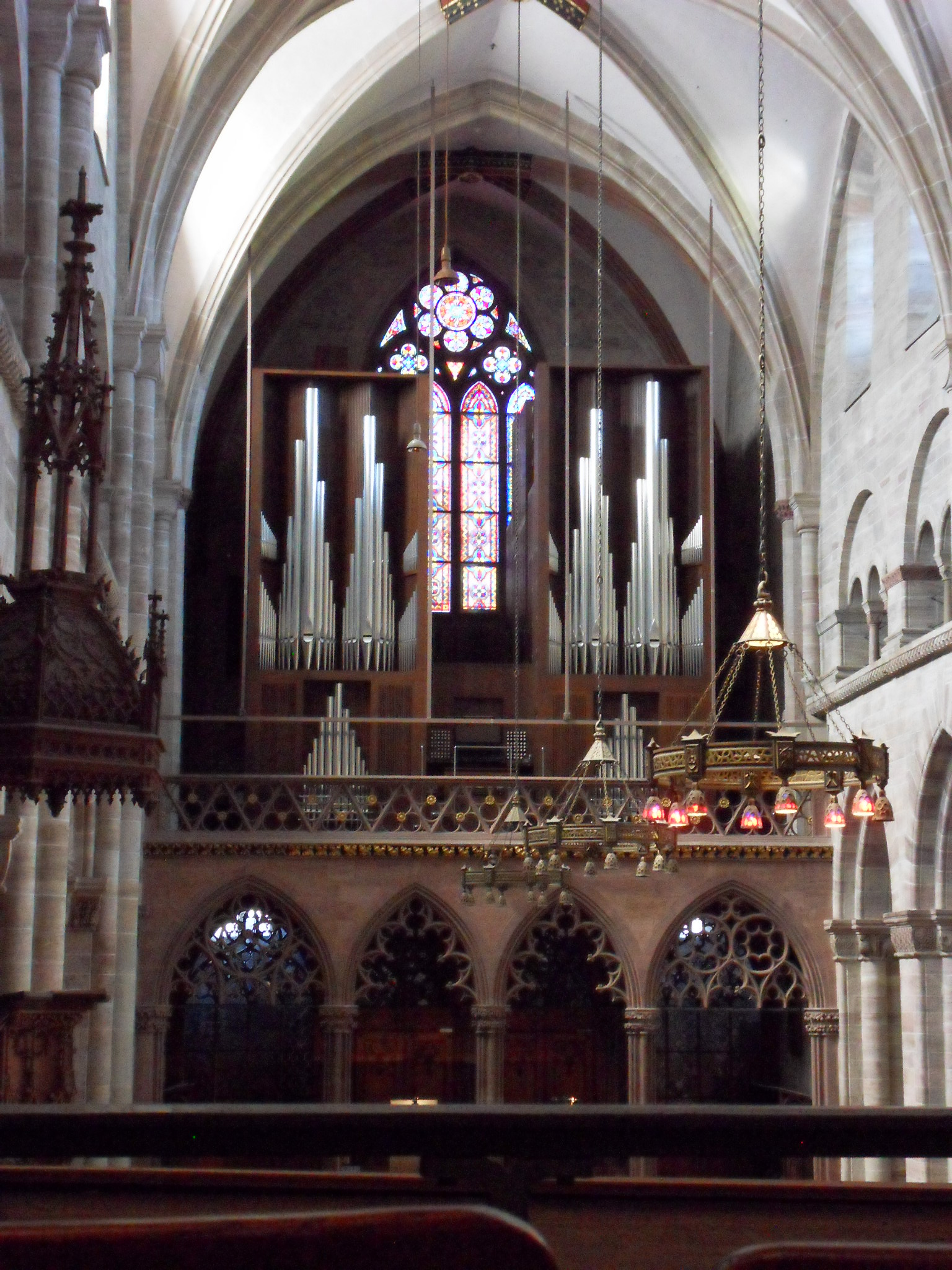
Jubé à quatre arcades de la cathédrale de Bâle.
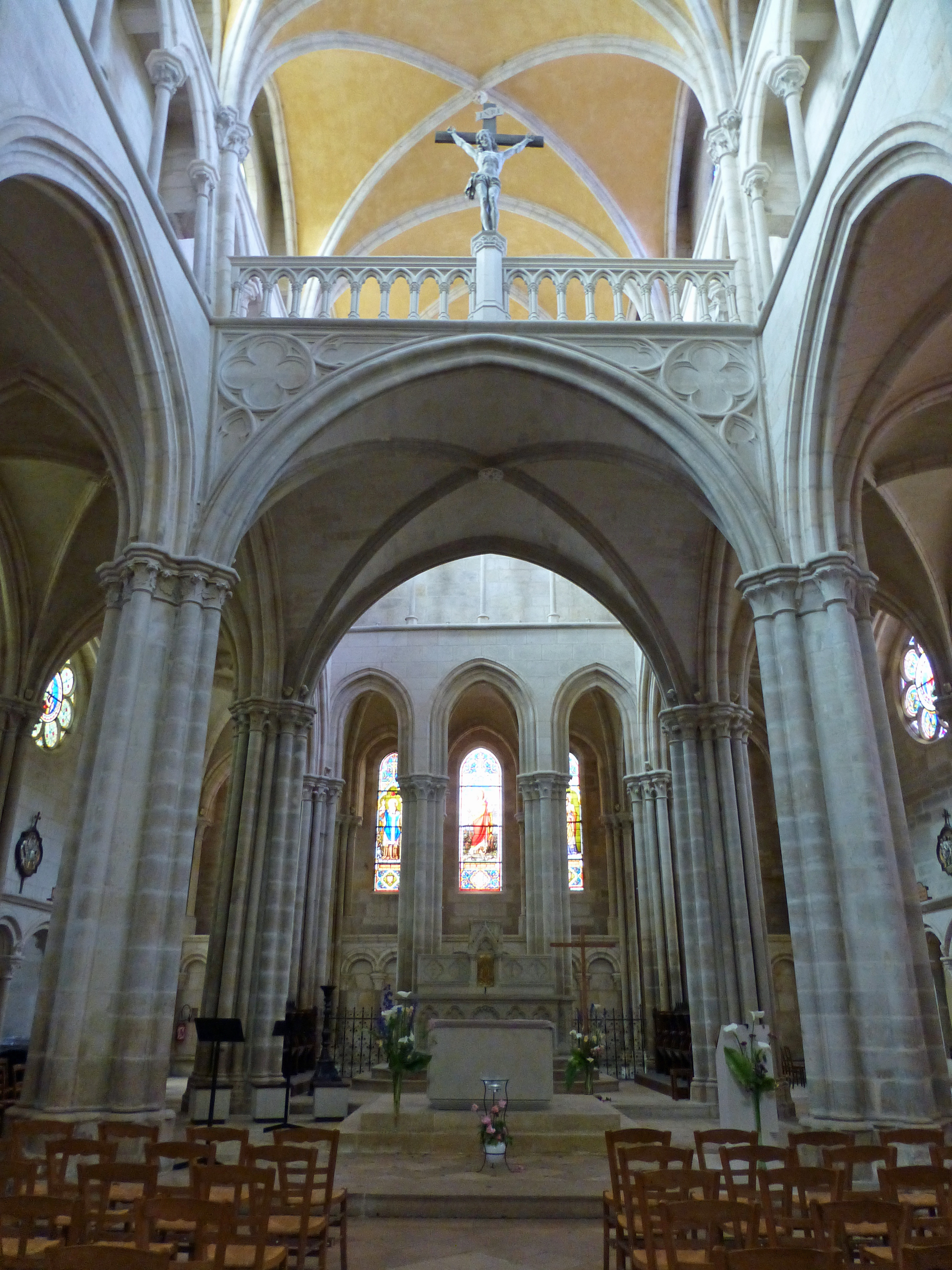
Faux jubé de la collégiale de Clamecy, construit au XIXe siècle pour étrésillonner les piliers du chœur[5].

## Histoire

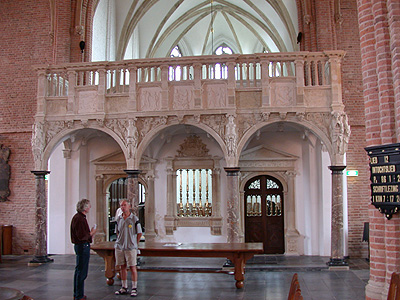
Jubé de l'église Sainte-Cunera à Rhenen, aux Pays-Bas.

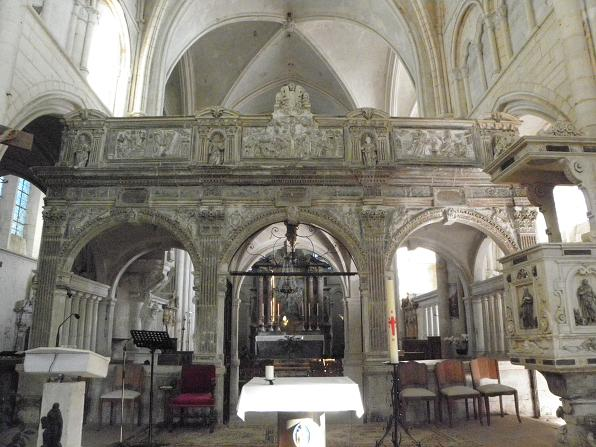
Jubé de la collégiale Saint-Pierre-et-Saint-Paul d'Appoigny.

Les églises paléochrétiennes ont une clôture continue (le templon dans les églises byzantines ou le chancel dans les églises occidentales) qui sépare le sanctuaire des fidèles. Originellement peu élevé en Occident et très orné, le chancel se développe pour former une balustrade haute, une grille, un retable, ou, à partir du XIIe siècle, un jubé. Ce développement en fait un des principaux supports de l'imagerie religieuse.
Les jubés sont apparus en France à partir des années 1220-1230, de la réunion de trois éléments préexistant séparément : le tref (poutre de gloire), la clôture ou chancel et le ou les deux ambons. De l'époque romane les destructions n'ont pas permis de transmettre les jubés probablement existants : l'abbaye de Cluny et le Prieuré de Souvigny qui en dépend portent les traces et des restes de cette construction. Le Roussillon nous a transmis deux rares tribunes-jubés du milieu du XIIe siècle, l'une démantelée à Cuxa l'autre remarquablement conservée à Serrabone.
Le jubé est jusqu'au début du XVIe siècle un des éléments majeurs de la vie liturgique du fidèle. Bien qu'il marque une séparation avec le clergé, formant avec la clôture de chœur une sorte d'église dans l'église, le chœur reste un lieu de vie, un lieu animé. Même s'il est caché aux fidèles par un jubé, le chœur leur reste en effet accessible par le chant des répons, des hymnes et des proses.
La réforme liturgique introduite par le concile de Trente au milieu du XVIe siècle provoque une évolution de l'architecture des églises. Le chœur devant désormais être visible par les fidèles pour suivre l'office plus aisément, le jubé est condamné à être déplacé (souvent au revers de la façade occidentale, faisant office de tribune d'orgue) ou disparaître, mouvement que l'abbé français Thiers a appelé ambonoclasme. Alors que la chaire à prêcher le remplace, il est déplacé ou détruit aux siècles suivants, parfois tardivement, au XIXe siècle. La règle s'applique généralement dans les églises paroissiales et les cathédrales, mais des chapelles privées ont maintenu ce mobilier original, surtout en Bretagne, et certains clergés restant attachés à la symbolique des jubés, en ont fait construire ou reconstruire (cathédrale Notre-Dame de Rouen, église Saint-Pierre-et-Saint-Paul d'Appoigny…), notamment lors de la période de recharge sacrale. Malgré sa disparition, il subsiste de nombreuses traces de l'emplacement des poutres de soutien du chancel et du jubé, voire de son accès par des portes murées ou dans la maçonnerie de colonnes contenant un escalier à vis, comme à Locronan. En général, les églises anglicanes ont conservé le leur.
En Belgique, au Luxembourg et dans le nord de la France (Flandre, Artois, Hainaut), régions qui au XVIe siècle appartenaient aux Habsbourg, et ont subi les destructions de mobilier d'église par les protestants iconoclastes lors de la Révolte des gueux, la récente reconstruction de jubés somptueusement décorés va poser un problème lorsque arriveront les nouvelles règles liturgiques du concile de Trente: plutôt que de détruire ce qui venait d'être reconstruit à grand frais, on va souvent prendre la décision de déplacer le jubé en le retournant et en le plaquant sur le mur ouest de la nef au-dessus de l'entrée principale de l'église (par ex.: cathédrale Saint Sauveur de Bruges, église de Tervuren). On remplacera alors les petites orgues utilisés le plus souvent jusqu'alors par des grandes orgues monumentales de plus en plus somptueuses. L'usage local gardera alors le mot "jubé", pour designer la tribune d'orgue ainsi créée. Les éléments décoratifs non utilisés pour la tribune seront souvent pris en compte pour le banc de communion, la chaire à prêcher, les autels latéraux, ou parfois simplement pour décorer les murs de l'église (par ex.: les sculptures en albâtre de Jacques Du Brœucq dans la collégiale sainte Waudru de Mons).
Dans le nord de la France, après l'annexion par Louis XIV, le goût français va remplacer peu à peu le goût baroque, et dès la fin du XVIIe siècle, la plupart des jubés seront transformés en tribune d'orgues ou seront détruits et reconstruits en style classique. La révolution française fera disparaître quasiment tous les jubés encore existants. L'un des derniers exemples subsistants est l'ancien jubé de l'église Saint Géry de Cambrai[réf. nécessaire].

## Exemples de jubés

### En Allemagne

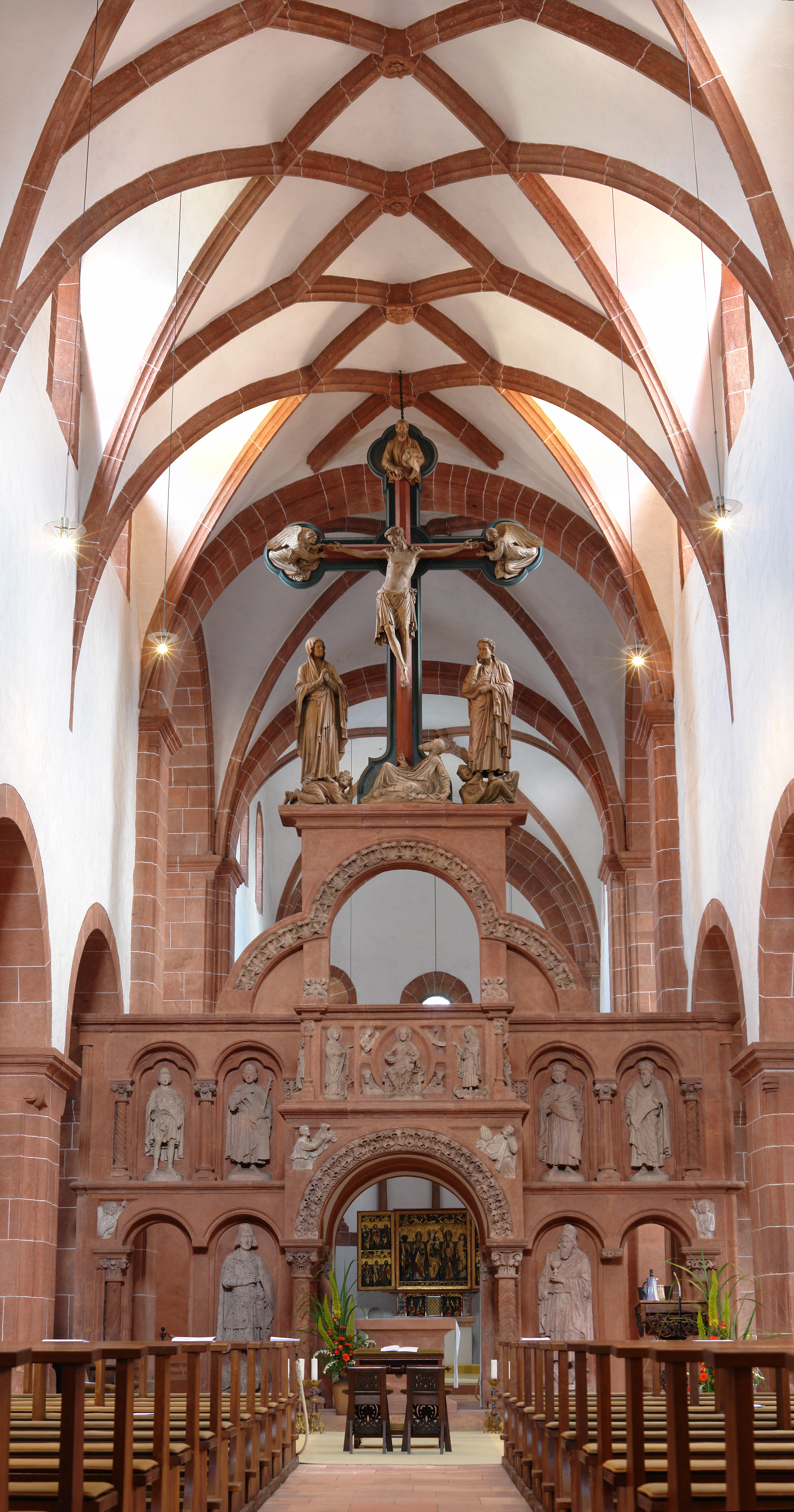
Jubé de la cathédrale de Wechselburg.

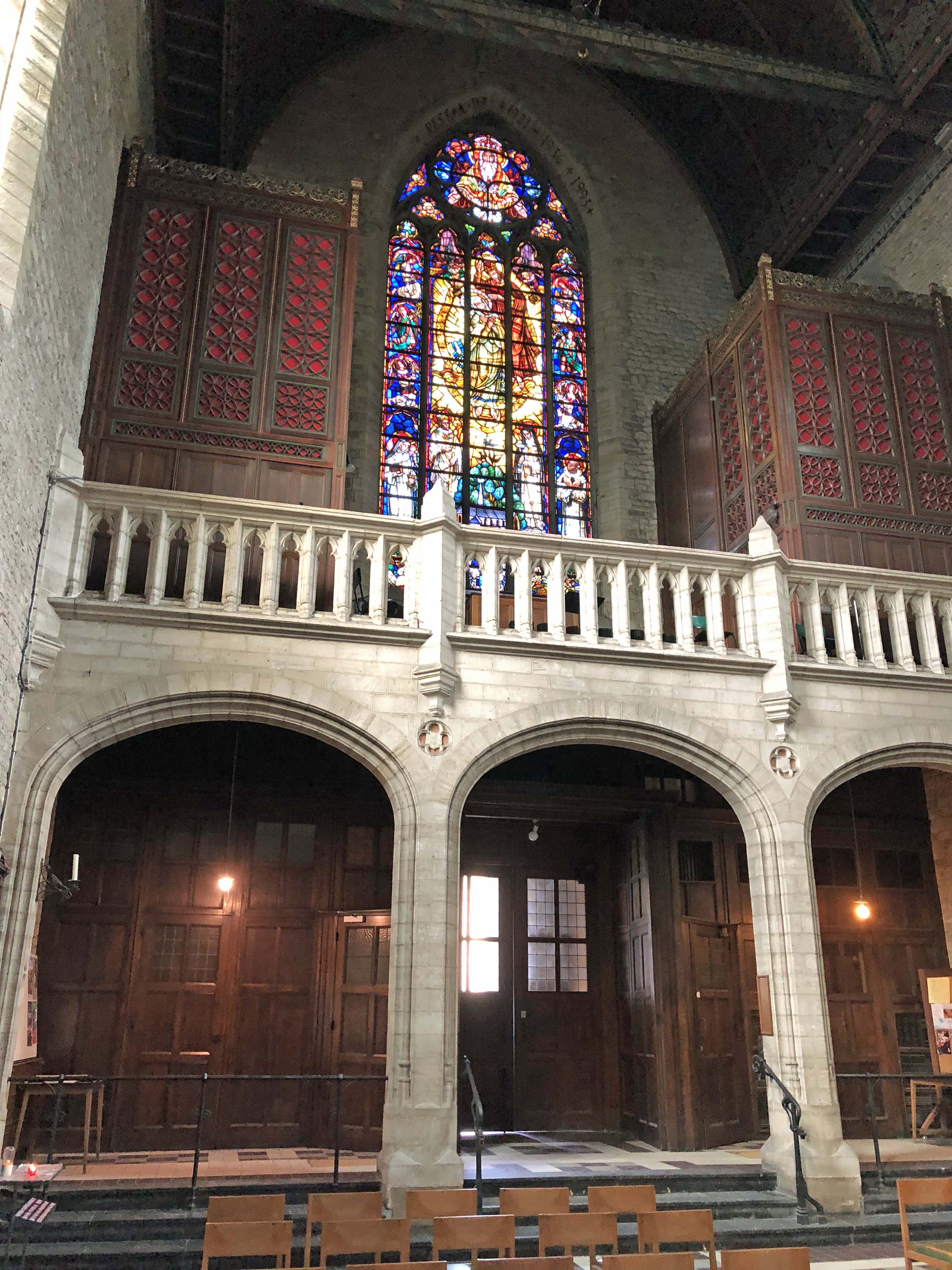
Jubé de l'abbaye de la Cambre.

- Buttforde (Wittmund), Frise orientale, église Sainte-Marie (Marienkirche)
- Cleverns (Oestringen), Frise
- Cologne, église Saint-Pantaléon: déplacé à l'entrée de la nef
- Gelnhausen, église Sainte-Marie
- Halberstadt, cathédrale Saint-Étienne (Domkirche)
- Havelberg, ancienne abbaye prémontrée
- Hildesheim, jubé renaissance transféré vers 1960 de la cathédrale vers l'église Saint-Antoine
- Holtrop (Grossefehn), Basse-Saxe
- Lübeck, église Sainte-Marie
- Lübeck, cathédrale
- Magdebourg, cathédrale
- Marbourg, église Sainte-Élisabeth
- Maulbronn, église abbatiale
- Mayence, cathédrale Saint-Martin: fragments dispersés
- Meissen, cathédrale
- Naumbourg, cathédrale Saints-Pierre-et-Paul: seul sanctuaire à abriter deux jubés, l'un à l'ouest de la nef, l'autre à l'est.
- Nesse, Frise orientale
- Norden, Frise orientales
- Schortens (Oestringen), Frise, église Saint-Étienne (Stephans-Kirche)
- Tübingen, église Saint-Georges (Sankt Georg Kirche)
- Wechselburg, église abbatiale
- Wetzlar, Domkirche
- Vieux-Brisach, Stephansmünster (cathédrale Saint-Étienne)
- Xanten, cathédrale Saint-Victor

### En Belgique
Quelques beaux spécimens gothico-renaissance, ainsi que de nombreux baroques, érigés après le concile de Trente.
Subsistants
- Aarschot, collégiale
- Anvers, église Saint-Jacques
- Averbode, abbaye prémontrée (l'arcade du centre est supprimée)
- Binche, église Saint-Ursmer (déplacé à l'entrée de la nef)
- Bois-Seigneur-Isaac, église abbatiale (pas d'arcade au centre)
- Braine-le-Comte, église paroissiale Saint-Géry
- Bruges
  - église Notre-Dame
  - cathédrale Saint-Sauveur (déplacé à l'entrée de la nef)
  - église Sainte-Anne
  - église de la Potterie
  -  église Saint-Jacques
- Gand, cathédrale Saint-Bavon (pas d'arcade au centre)
- Lierre, collégiale Saint-Gommaire
- Louvain, collégiale Saint-Pierre
- Soignies, collégiale Saint-Vincent
- Tervuren, église paroissiale (déplacé à l'entrée de la nef)
- Tournai
  - cathédrale Notre-Dame de Tournai (par Corneille Floris)
  - église Saint-Quentin
- Termonde, collégiale
- Tessenderlo, église paroissiale
- Walcourt, basilique Saint-Materne (dû à Jean Mone)
- Wellen (Limbourg), église Saint-Jean-Baptiste
- Westmalle, abbaye trappiste, néo-médiéval

Démontés
- Chimay, la Trappe, jubé néogothique en bois, actuellement démonté
- Damme, église paroissiale (abîmé et dissimulé dans le sas d'entrée à la suite de la destruction de la nef)
- Mons, collégiale Sainte-Waudru (démonté). Les sculptures de Jacques Du Brœucq qui l'ornaient sont dispersées dans l'église
- Liège, église Saint-Jacques (parties latérales conservées dans les nefs latérales)
- Gand, église Saint-Pierre (parties latérales conservées et déplacées à l'entrée des bas-côtés)

Détruits
- Dixmude, église Saint-Jean, anéanti en 1914
- Gand, église des Carmes déchaussés, supprimé au XIX siècle.
- Lessines, église paroissiale, détruit entre 1940 et 1945. Les principales sculptures qui l'ornaient sont exposées dans l'Espace de Mémoire, chapelle de la Sainte-Trinité de l'église
- Nieuport, église paroissiale, anéanti en 1914
- Helvoirt : jubé vendu et remonté au Rijksmuseum d'Amsterdam
- Dinant : collégiale Notre-Dame, détruit en 1764 par le chapitre collégial

### Jubés en France (voir ci-dessous pour la Bretagne)
Il ne reste en France que très peu de jubés : une cinquantaine (pour  environ 40 000 églises) dont une petite moitié en Bretagne. Des fragments sont parfois retrouvés, comme en 2022, ceux du jubé de Notre-Dame de Paris.
- Prieuré de Serrabona, Pyrénées-Orientales, rare tribune-jubé en marbre rose du XIIe siècle, le plus ancien jubé en pierre conservé en France.
- église Saint-Étienne-du-Mont à Paris, dernier jubé en pierre de la capitale
- église Notre-Dame à Arques-la-Bataille, (Seine-Maritime)
- église Saint-Jacques-le-Majeur à Moulineaux (Seine-Maritime)
- église Sainte-Madeleine à Troyes, (Aube)
- église Saint-Julien-de-Brioude à Luyères (en cours de restauration en octobre 2008), (Aube)
- Collégiale de l'Assomption-de-la-Vierge de Villemaur-sur-Vanne - Le Jubé de bois sculpté 1521 des frères Thomas et Jacques Guyon ,(Aube)
- basilique Notre-Dame de l'Épine à L'Épine (Marne) ; (Marne)
- église de Saint-Florentin, (Yonne)
- église Saint-Pierre d'Appoigny - (au nord d'Auxerre)(Yonne)
- Abbatiale Saint-Robert de La Chaise-Dieu (Haute-Loire)
- Cathédrale Sainte-Cécile d'Albi; (Tarn)
- Cathédrale Sainte-Marie d'Auch
- cathédrale de Limoges : déplacé au fond de la nef
- cathédrale de Rodez : déplacé dans le transept
- cathédrale de Bordeaux : déplacé comme tribune du grand-orgue
- église de pèlerinage de Benoite-Vaux (Meuse)
- ancienne cathédrale de Saint-Bertrand-de-Comminges
- basilique Notre-Dame de Liesse
- ancienne église abbatiale de Nouaillé-Maupertuis (Vienne)
- ancienne abbatiale de Pontigny (Yonne)
- abbatiale de Saint-Maximin
- abbaye de Moutier-d'Ahun
- cathédrale de Noyon : restes du jubé réassemblés dans une annexe
- église Saint-Pierre d'Aire-sur-la-Lys : jubé néogothique
- église de Brou à Bourg-en-Bresse construite par Marguerite d'Autriche.
- église protestante Saint-Pierre-le-Jeune à Strasbourg
- église Saint-Pierre-le-Vieux à Strasbourg bâti vers 1530
- église Saint-Thomas à Strasbourg
- église Saint-Guillaume à Strasbourg
- ancienne église des Dominicains à Guebwiller
- église de Rouffach : seules subsistent les deux tourelles d'escalier
- église Saint-Géry à Cambrai sculpté par les frères Marsy (sert d'appui aux orgues, à l'entrée ouest de l'église).

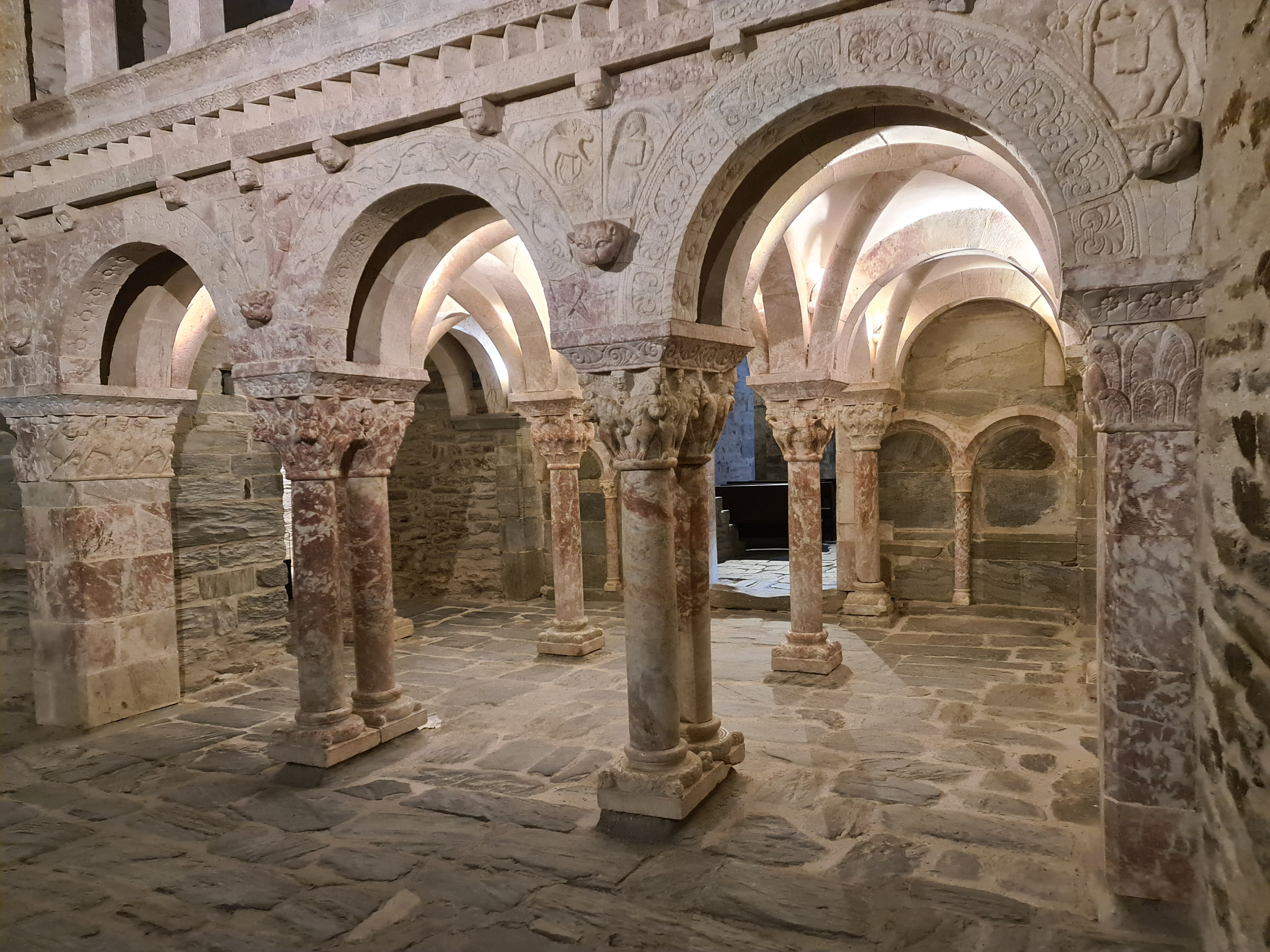
Tribune-jubé romane XIIe en marbre rose du Prieuré de Serrabona
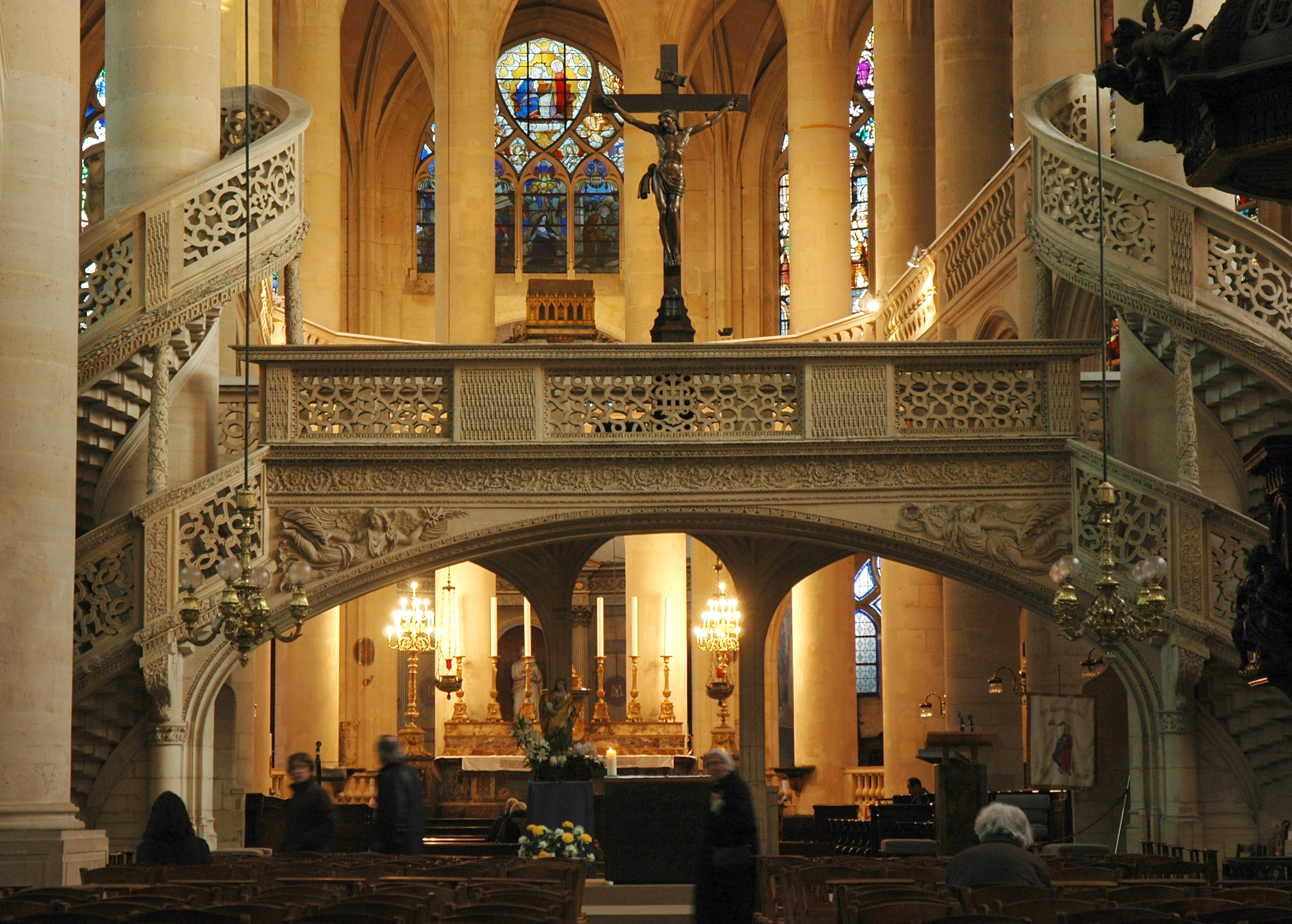
Jubé de l'église Saint-Étienne-du-Mont à Paris
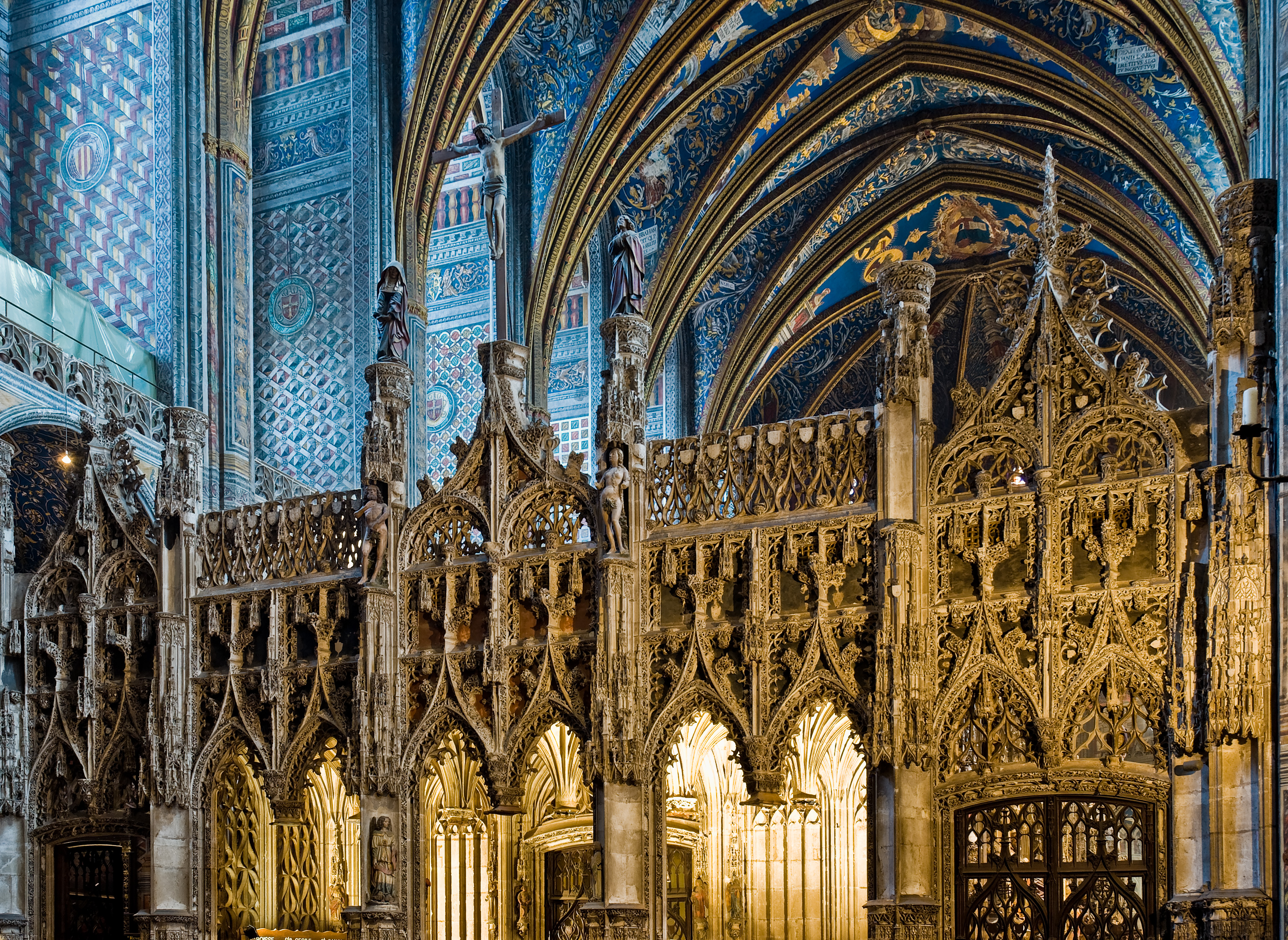
Le jubé de la cathédrale d'Albi est un chef-d'œuvre en dentelle de pierre
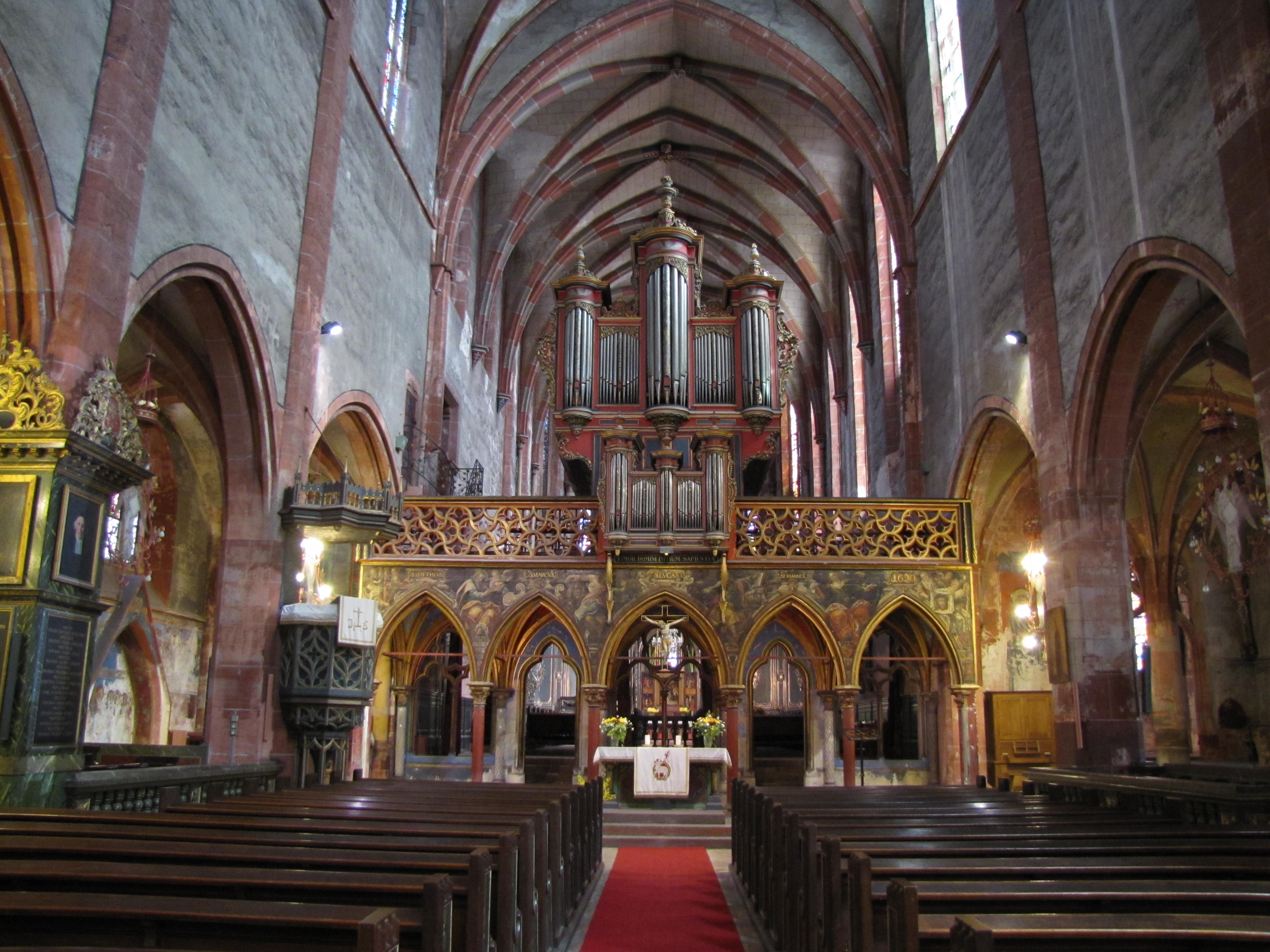
Jubé de l'église protestante Saint-Pierre-le-Jeune à Strasbourg
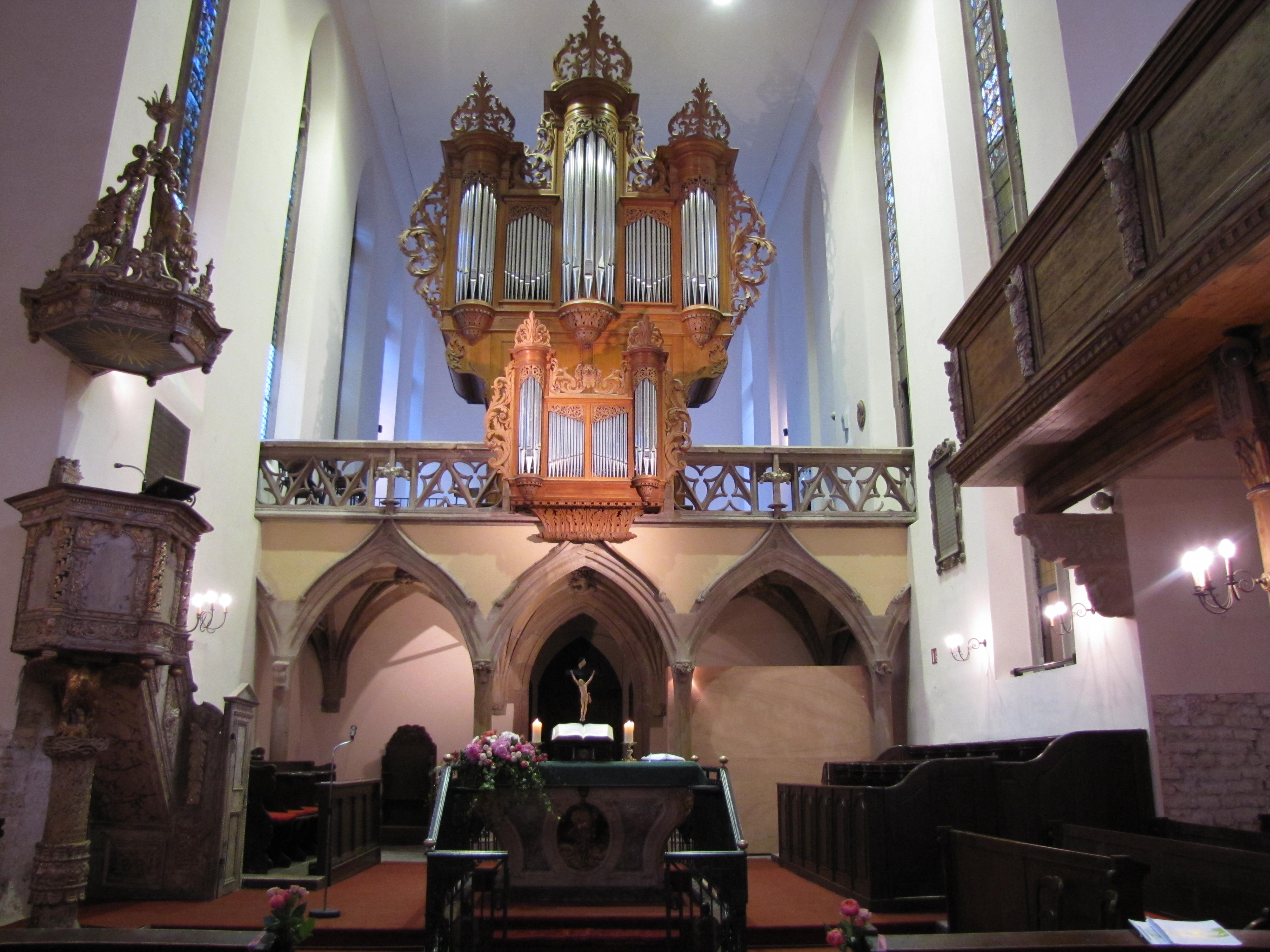
Jubé de l'église protestante Saint-Guillaume à Strasbourg

#### En Bretagne
Jubé entier ou chancel seul :
- Belle-Isle-en-Terre, chapelle de Locmaria
- Le Faouët, chapelle Saint-Fiacre
- Le Folgoët, Basilique Notre-Dame du Folgoët, jubé en pierre
- Goulven, église paroissiale
- La Martyre, église paroissiale
- Lamballe, une partie subsistante de l'ancien jubé se trouve dans un transept
- Loc-Envel, église paroissiale
- Melrand, chapelle Saint-Fiacre
- Plélauff, chapelle Notre-Dame de la Croix[10]
- Plonévez-du-Faou, chapelle Saint-Herbot
- Ploubezre, chapelle de Kerfons-en-Kerfaouës
- Plouvorn, chapelle de Lambader
- Plouzévédé, chapelle Notre-Dame-de-Berven
- Pluneret, chapelle Ste-Avoye, en chêne polychrome, 1554-1557.
- Priziac, chapelle Saint-Nicolas[11]
- Quimperlé, église Sainte-Croix, déplacé à l'entrée de la nef
- Rochefort-en-Terre, collégiale Notre-Dame de la Tronchaye, tribune d'un premier jubé gothique, replacé au fond de la nef, et jubé en pierre du XVIIème.
- La Roche-Maurice, église Saint-Yves
- Saint-Guen, chapelle St-Pabu
- Saint-Pol-de-Léon, Cathédrale Saint-Paul-Aurélien, le garde-corps du jubé (XVe siècle) supprimé est intégré dans la tribune d'orgue de 1660.

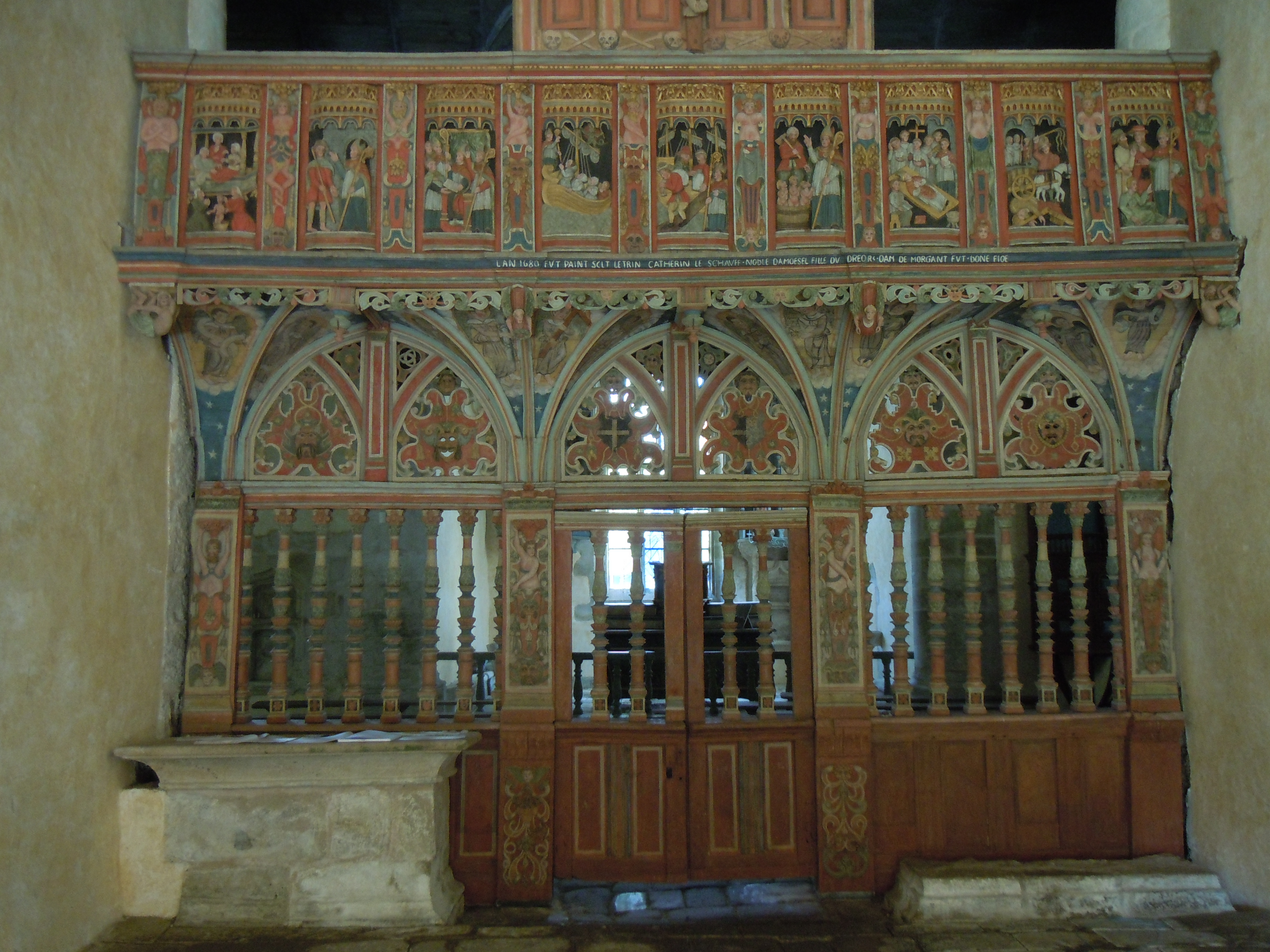
Jubé de la chapelle Saint-Nicolas à Priziac
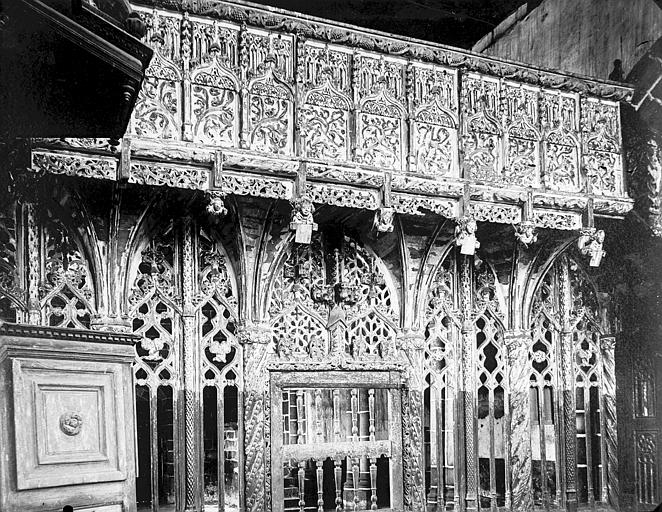
Jubé de la chapelle de Kerfons-en-Kerfaouës à Ploubezre
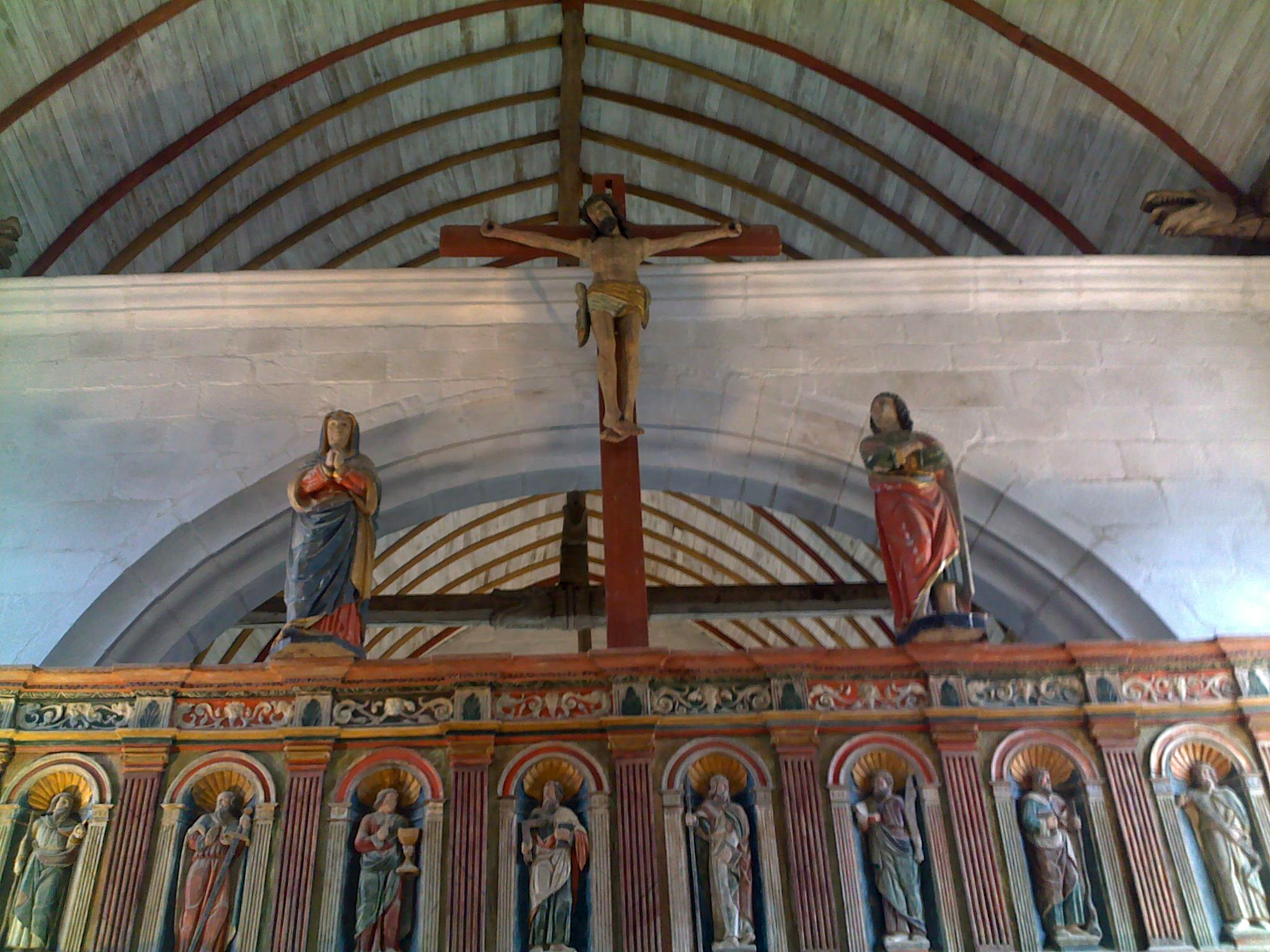
Jubé de la Chapelle Sainte Avoye à Pluneret
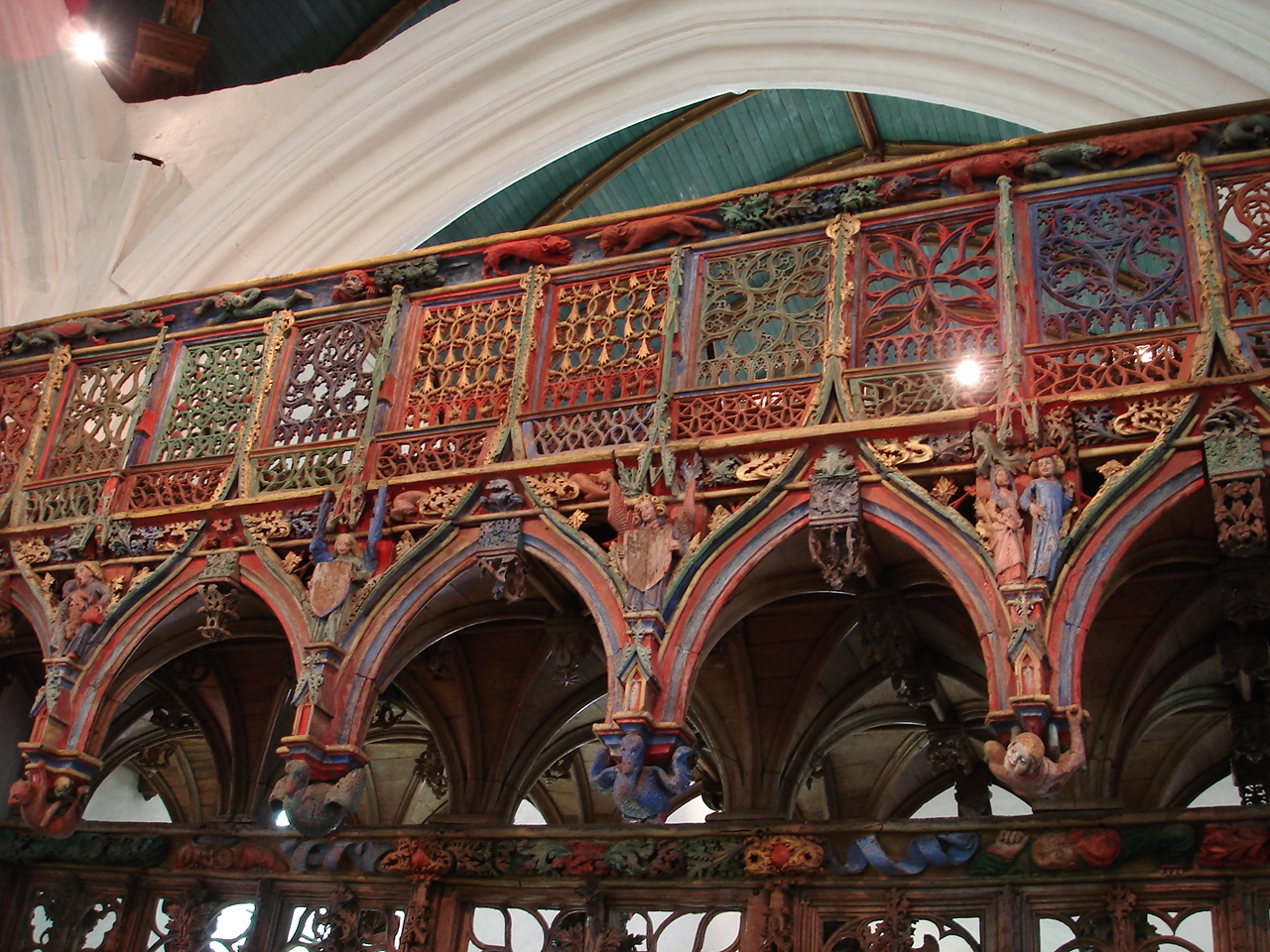
Jubé de la chapelle Saint-Fiacre au Faouët
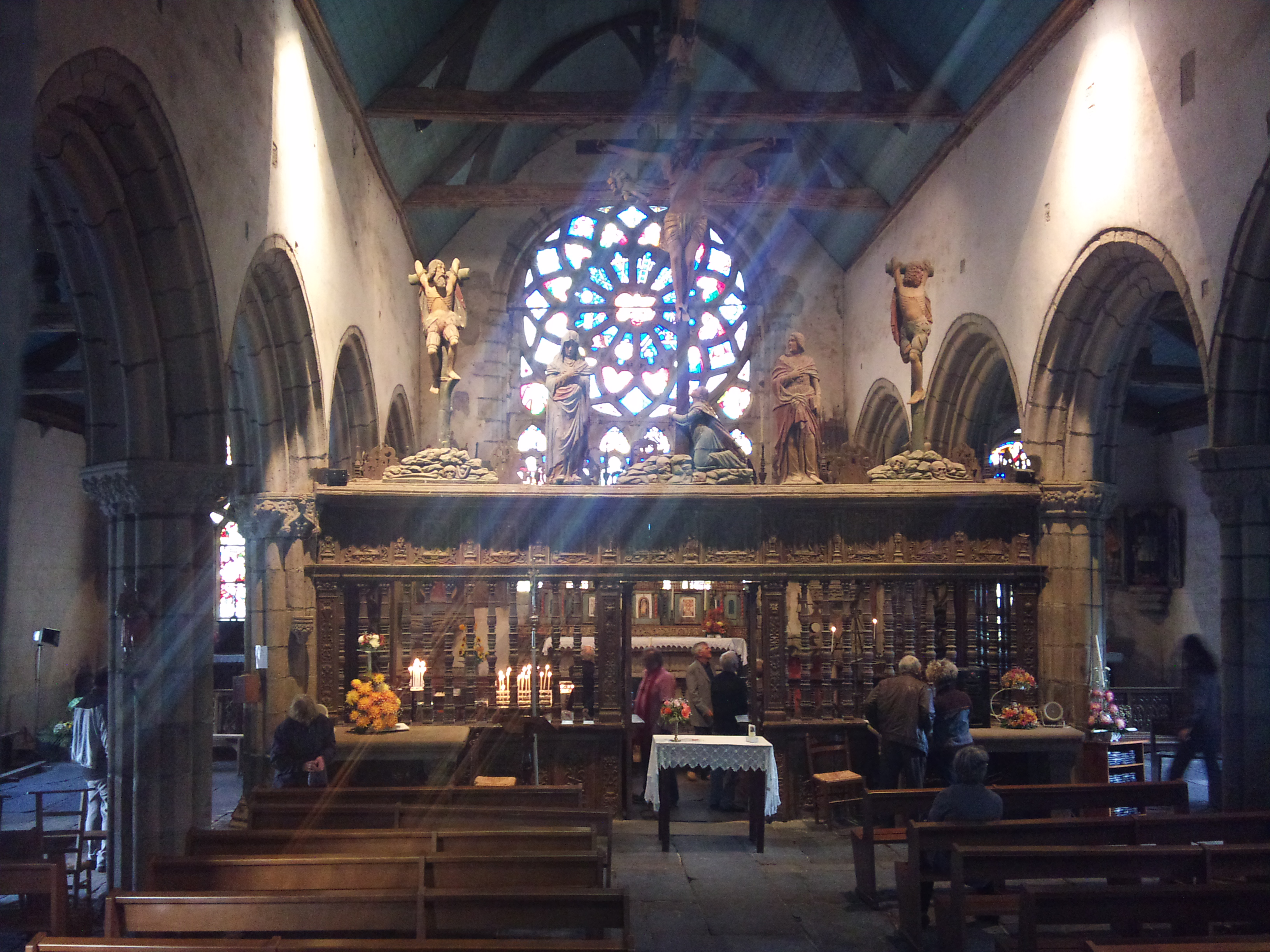
Le jubé (ou le chancel) de la chapelle Saint-Herbot à Plonévez-du-Faou
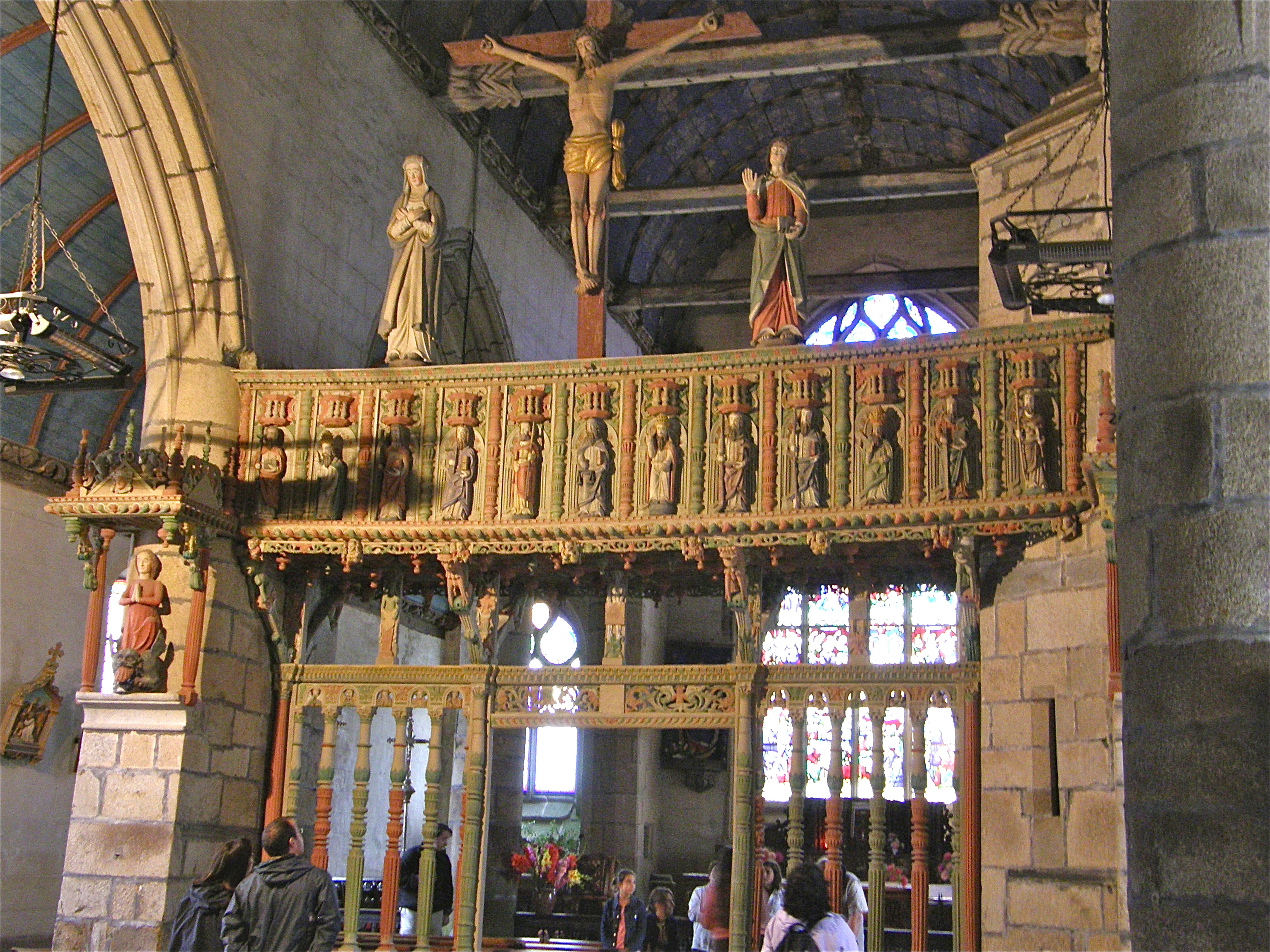
Intérieur de l'église Saint-Yves à La Roche-Maurice

### En Grande-Bretagne
Outre un certain nombre d'églises rurales, certaines cathédrales ont conservé leur jubé (rood screen) :
- Attleborough, Norfolk
- Barton Turf, Norfolk
- Bath, St. Johns, South Parade (en) : néogothique
- Blythburgh, Suffolk, Holy Trinity Church
- Bridford, Devonshire
- Buckingham, Ss-Peter-&-Paul-church : jubé néogothique en bois
- Cambridge, Kings College chapel
- Canterbury
- Charlton-on-Otmoor, Oxfordshire, St. Mary
- Chester
- Gloucester
- Lincoln, Cathédrale de Lincoln
- Londres, abbaye de Westminster
- Manchester
- Moulton, Lincolnshire, All Saints church
- Mullion, Cornwall, St. Mellanus church
- Norwich
- Ranworth, Norfolk, St. Helen (en)
- Sant-Albans, ancienne abbaye
- Stanton Harcourt, Oxfordshire : XIIIe siècle
- Southwold, Norfolk, St. Edmond Church : jubé en bois peint
- Trull, Somersetshire
- Wells

### En Italie
- Abbaye de Vezzolano, Albugnano (Piémont)
- Cathédrale de Modène

### Aux Pays-Bas
- Amersfoort, Sint-Joriskerk
- Bois-le-Duc, cathédrale Saint-Jean : jubé vendu et remonté au Victoria & Albert Museum de Londres)
- Boxmeer : jubé déplacé
- Oosterend (Frise), église
- Holwierde (Groningen), jubé en bois
- Houthem-Sint Gerlach : jubé déplacé
- Krewerd (Groningen), église paroissiale
- Leermens (Groningen), église : conservé en partie
- Rhenen, Sint-Cunerakerk
- Klooster Ter Apel (Groningue)